# Puputan

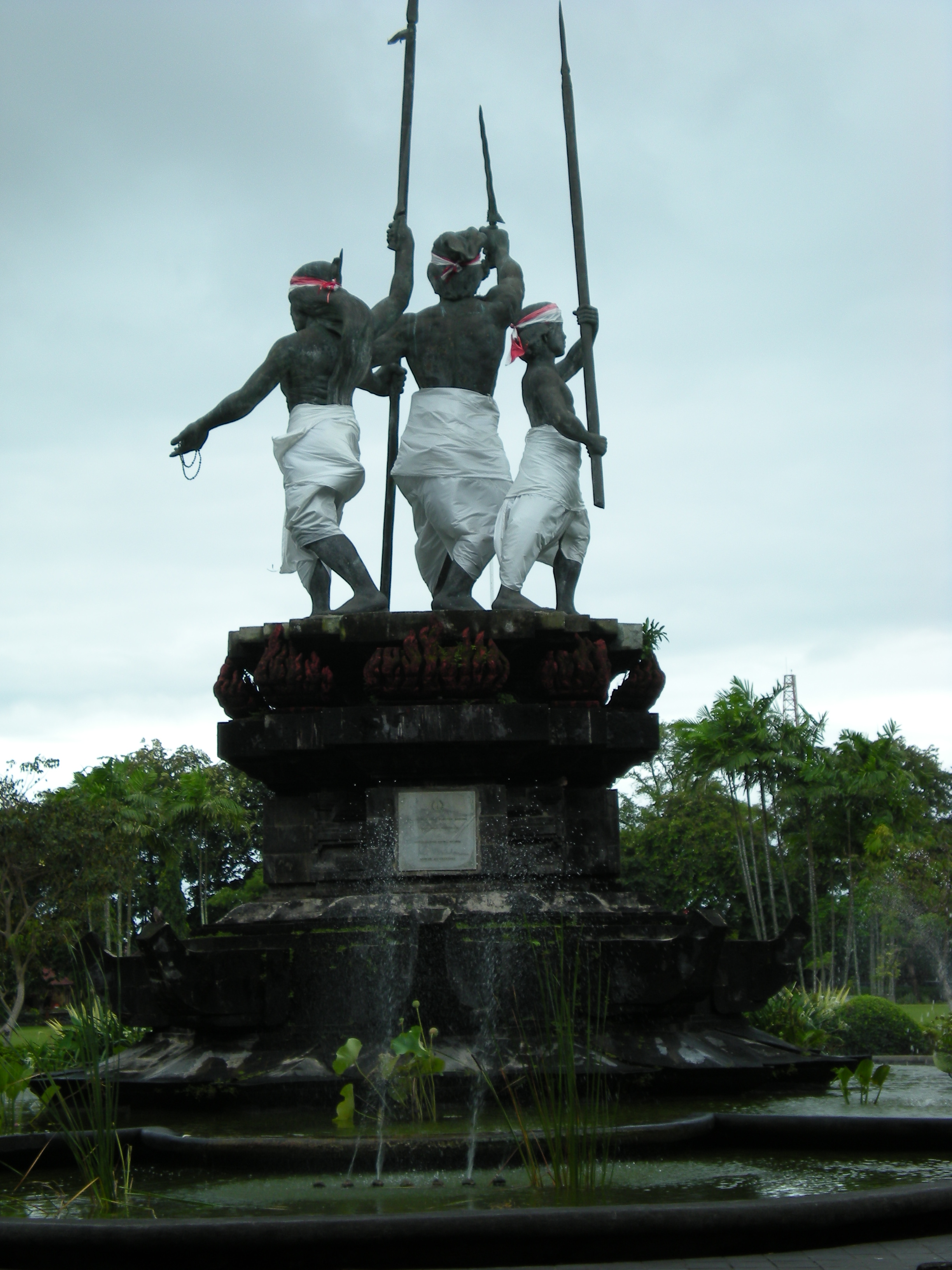
Monumento al Puputan del 1906, situato nella piazza Taman Puputan, a Denpasar a Bali in Indonesia.

Puputan è un termine balinese per indicare un rituale di suicidio di massa, in cui si preferiva la morte all'umiliazione della resa. 
I "puputan" più noti nella storia dell'isola indonesiana di Bali avvennero nel 1906 e 1908, quando i balinesi furono soggiogati dalle truppe olandesi.

## L'origine del nome
In balinese la radice del termine puputan è puput, che significa 'finitura' o 'fine' come se l'atto suicida fosse l'ultima scena di una rappresentazione teatrale, infatti il puputan è stato sempre considerato dai balinesi un evento simbolico più che strategico o politico.

## Storia

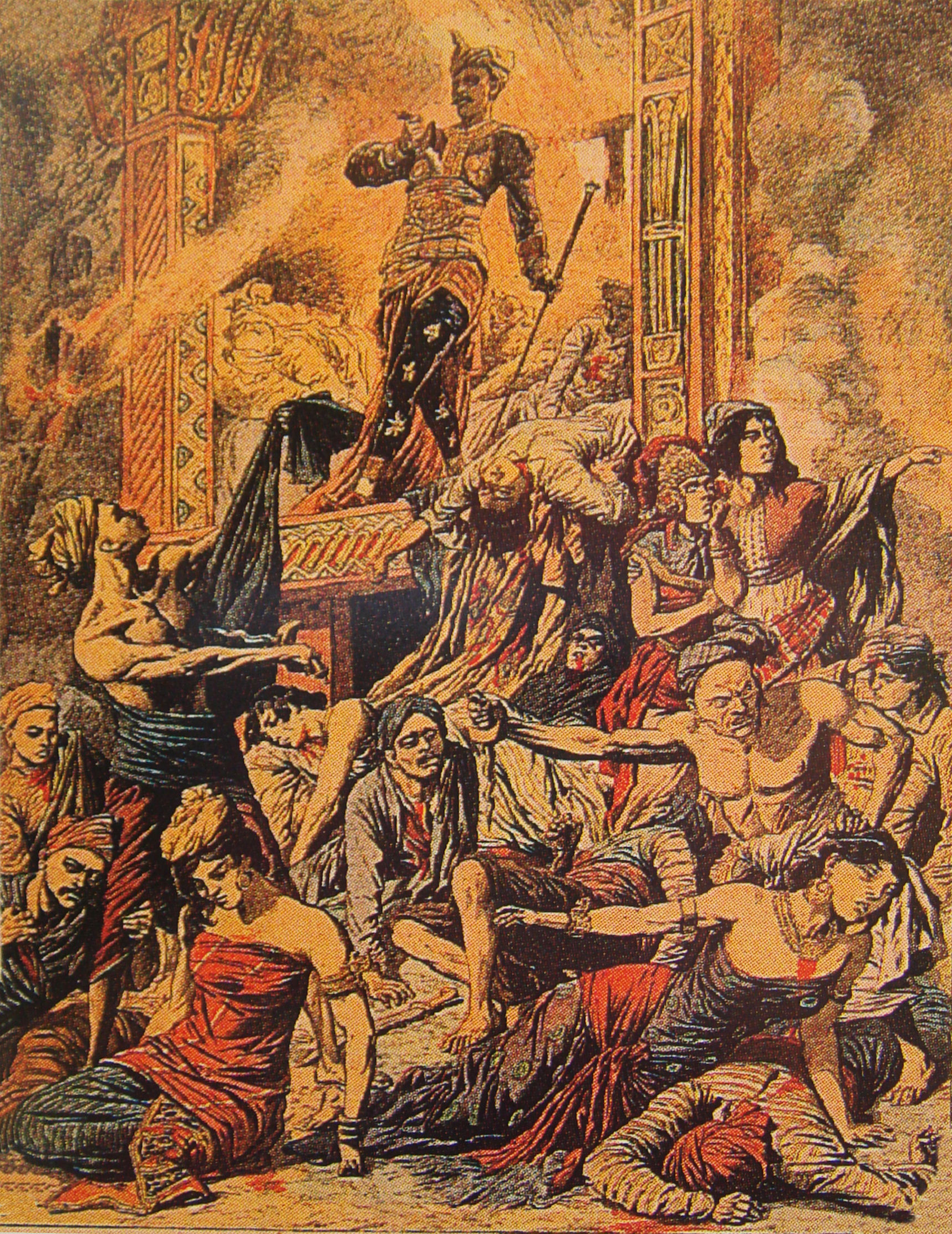
Illustrazione della rivista francese Le Petit Journal, 1849, in cui appare il puputan del Raja di Buleleng suicida con altri 400 membri della sua corte durante l'Intervento olandese a Bali (1849).

Dopo la metà del XIX secolo, la compagnia olandese delle Indie orientali decise di imporre il proprio controllo sui regni balinesi con il pretesto di eradicare il contrabbando di oppio, la corsa alle armi, il tawan karang (tradizione autoctona del saccheggio dei relitti) e la schiavitù. Dopo le invasioni del 1846, 1848 e 1849, gli olandesi riuscirono a controllare i regni settentrionali di Buleleng e Jembrana, causando il primo rituale puputan della storia balinese che avvenne nel 1849 e comprese le reggenze di Buleleng, Badung, Gianyar, Tabanan e Klungkung. I morti balinesi furono più di 1000, gli olandesi 34.
Il più atroce dei rituali puputan, il "Badung Puputan", avvenne il 29 settembre 1906. Gli olandesi inviarono una spedizione militare contro i regni meridionali di Badung, Tabanan e Klungkung, i villaggi di Kesiman, Denpasar e Tabanan vennero assaliti. Tutte le corti commisero suicidio. Solo nel puputan di Denpasar furono coinvolte oltre 1000 persone. L'evento viene commemorato ogni anno tra settembre e ottobre con grandi festeggiamenti. 
Il puputan della corte di Klungkung avvenuto nel 1908, concluse la conquista olandese su Bali. Per assicurarsi il monopolio dell'oppio, la compagnia olandese delle Indie orientali annientò la secolare sovranità balinese portando l'ultimo Dewa Agung Jambe II a togliersi la vita nel suo Palazzo reale di Klungkung e con lui più di 200 persone. 

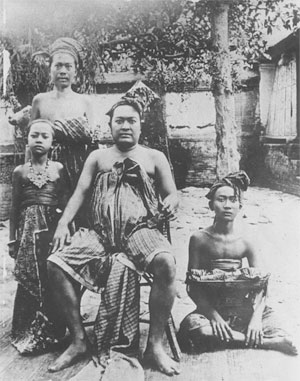
Dewa Agung Jambe II nel 1908 prima del puputan

## Rito
Il rituale venne documentato con precisione dal Dr. H. M. Van Weede, durante il puputan del 1906.

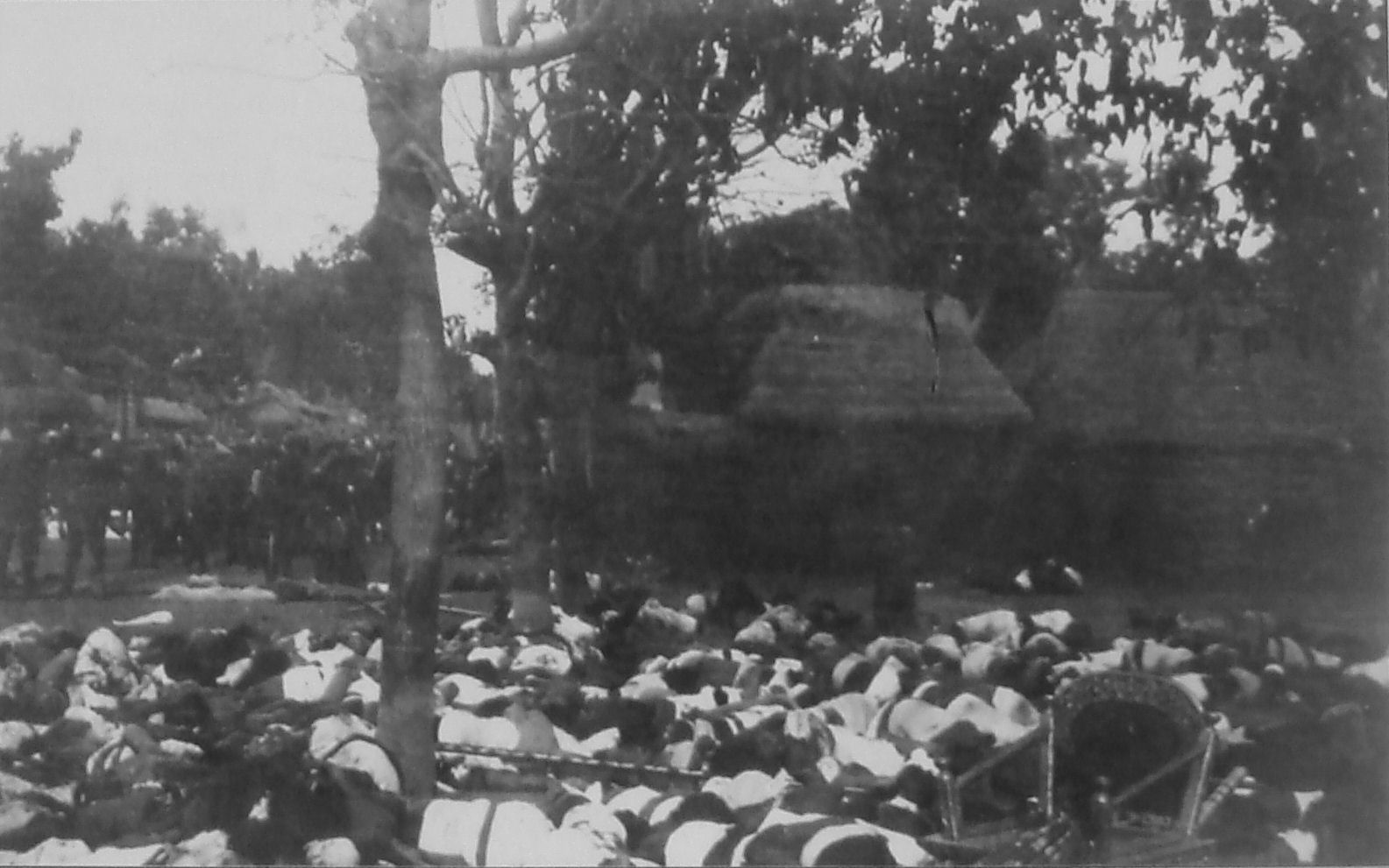
Imagine fotografica del puputan che si ebbe nel villaggio di Badung, 1906.

Dopo aver dato alle fiamme il palazzo reale, il re di Badung I Gusti Gede Made Ngurah con i suoi fedelissimi tra uomini, donne, bambini (e anche neonati) uscirono in processione, in silenzio. Erano vestiti a festa, il re e gli alti ufficiali in abiti rossi o neri, gli altri in bianco, tutti ingioiellati. I sacerdoti benedicevano i kriss o altre armi bianche, le donne scioglievano i capelli e l'incenso fumava ovunque. Si incamminarono verso nord in direzione del monte Agung, per fermarsi di colpo pugnalando chi se stessi e chi prima i figli, come in una trance violenta.
Secondo i resoconti veri, lo spettacolo fu così orribile che molte delle truppe olandesi furono profondamente traumatizzate.